# Sindicato de Trabajadores de Alimentos y Comercio
El Sindicato Internacional de Trabajadores de Alimentos y Comercio (UFCW por sus siglas en inglés, TUAC en francés) es un sindicato de trabajadores que representa aproximadamente 1,3 millones de trabajadores en los Estados Unidos y Canadá en industrias como la agricultura, la salud, la carne, la avicultura, el procesamiento de alimentos y la manufactura. Hasta julio de 2005, la UFCW estaba afiliada a la AFL-CIO, donde era el segundo mayor sindicato por membresía. Junto con otros dos miembros de la Coalición Cambiar para Ganar, la UFCW formalmente se separó con la AFL-CIO el 29 de julio de 2005. El 8 de agosto de 2013, la UFCW se reafilió a la AFL-CIO.

## Historia
La UFCW fue creada a través de la fusión de la Unión de Cortadores de Carne Amalgamada y la Unión Internacional de Vendedores al Por Menor después de su convención fundacional en junio de 1979. William H. Wynn, presidente de la RCIU y uno de los diseñadores de la fusión. La fusión creó el mayor sindicato afiliado a la AFL-CIO. En 1980, la Asociación Internacional de Barberos, Esteticistas y Industrias Aliadas se fusionó con la UFCW, seguida por el United Retail Workers Union en 1981 (ahora Local 881), que se fusionó con varios sindicatos más pequeños entre 1980 y 1998.
En 1983 UFCW celebró su primera convención regular en Montreal, Quebec, Canadá. También en 1983, la Unión Internacional de Trabajadores de Seguros votó para que sus 15.000 miembros se unieran a la UFCW.
En 1984 y 1985 UFCW siguió campañas agresivas y organizó a 136.000 trabajadores. En 1986, el Sindicato Canadiense de Trabajadores de la Cervecería se fusionó con la UFCW. Todavía agresivo en sus esfuerzos de organización, el UFCW organizó otros 81.000 trabajadores en 1986, casi 100.000 en 1987 y más de 100.000 en 1988. Sin embargo, también durante este período de tiempo el liderazgo de UFCW se negó a apoyar a Austin, Minnesota. P-9) en su disputa contractual con Hormel Foods Corporation. El UFCW finalmente logró un acuerdo con la administración de Hormel, tomó el control del Local P-9 y retiró a los líderes sindicales locales, acciones que dieron un golpe significativo a la credibilidad de la UFCW ante los ojos de muchos en el movimiento obrero mayor. Esta disputa fue el tema del premiado documental, American Dream.
En 1991 los 5000 miembros del Independientes Foodhandlers y Unión de Empleados del Almacén en Rhode Island y Massachusetts fusionó con el UFCW para formar Local 791.  En 1992 los Bienes de Cuero, Plásticos, Handbags y Sindicato de trabajadores de Novedad fusionado con el UFCW.  En 1993 la Unión Internacional de Agentes de seguros de Vida de Ohio, Wisconsin y Minnesota también fusionados con el UFCW, añadiendo otros 1,500 miembros a la unión. Trayendo sobre la adición más grande al UFCW desde su creación en 1979, encima octubre 1, 1993, la Venta al detalle, Al por mayor y Unión de Tienda del Departamento, y sus 100,000 miembros, fusionados con el UFCW, deviniendo el RWDSU Consejo de Distrito del UFCW.
En 1994 Douglas H. Dority fue nombrado el segundo Presidente de la Unión Internacional por la Junta Ejecutiva Internacional (UFCW) después de la jubilación de William Wynn. Posteriormente, Dority fue elegida Presidenta Internacional en la cuarta Convención Internacional de la UFCW en 1998, y nuevamente en la quinta convención regular en 2003. También en 1994, los 15.000 miembros de United Workers of America se fusionaron con UFCW. En 1995, los 15,000 miembros de Textile Workers y los 15,000 miembros de Distillery Workers se fusionaron con UFCW, formando respectivamente el UFCW Textile and Garment Council y el UFCW's Distillery, Wine and Allied Workers Division.
En 1996, los 40.000 miembros del Sindicato Internacional de Trabajadores Químicos se fusionaron con la UFCW para formar el Consejo Internacional de Sindicatos de Trabajadores Químicos de la UFCW. En 1997, el Sindicato Canadiense de Restaurantes y Empleados Relacionados se fusionó con la UFCW. En 1998, tanto el United Representatives Guild, Inc. como el Servicio de Producción y el Consejo de Distrito de Ventas se fusionaron con la UFCW.
En 2003, 80.000 miembros de la UFCW en todo el país se declararon en huelga para proteger sus salarios y paquetes de beneficios.
En 2004, después de la jubilación de Dority, Joseph T. Hansen fue designado por unanimidad de la Junta Ejecutiva Internacional de UFCW para ser el tercer Presidente Internacional de la UFCW. En la Sexta Convención Internacional Regular de la UFCW en 2008, Hansen corrió sin oposición y fue reelegido.
En 2005, después de abandonar la AFL-CIO, la UFCW se unió a otros seis sindicatos - los Teamsters, SEIU, UNITE-HERE, Laborers, United Farm Workers y Carpenters - para crear una nueva federación laboral, la Change to Win Federation.
El 8 de agosto de 2013, la UFCW anunció que estaba cambiando su afiliación de nuevo a AFL-CIO en una declaración de su presidente, Joe Hansen.

## Actividad en mercados minoristas
La UFCW opera actualmente en varias cadenas de supermercados de todo Estados Unidos, incluyendo Albertsons, Dierbergs, Kroger, Meijer, Rosauers, Schnucks, Safeway, Supervalu, Giant Food LLC, The Stop & Shop Supermercado, Tops Markets, A & P, Pathmark , King Kullen, Waldbaums y Wakefern Food Corporation. La Unión también opera en Canadá en las principales cadenas minoristas de alimentos como Loblaw Companies Limited.

## Actividad en la agricultura canadiense
La UFCW ha tratado de organizar a trabajadores agrícolas en Ontario, Canadá desde 1995, cuando el gobierno provincial aprobó una ley que prohíbe a esos trabajadores unirse a sindicatos. En 2001 la Corte Suprema de Canadá falló en favor de UFCW Canadá en el caso de Dunmore v. Ontario. En la sentencia, la Corte sostuvo que el gobierno de Ontario violó la Carta Canadiense de Derechos y Libertades al negar a los trabajadores agrícolas derechos de sindicalización bajo la ley laboral de Ontario, ya que había violado la libertad sindical de esos trabajadores.
Desde la decisión, el gobierno provincial ha apoyado la legislación que otorga a los trabajadores agrícolas el derecho de afiliarse o formar una asociación, pero no los derechos de negociación colectiva. Los UFCW continúan desafiando esta legislación mientras hacen esfuerzos para llegar a los trabajadores agrícolas de Ontario. El 30 de junio de 2006, el gobierno de Ontario anunció que extendería la cobertura a los trabajadores agrícolas bajo la legislación de esa provincia sobre seguridad y salud ocupacional, otra demanda de larga data de la UFCW.
NUPGE) firmaron un protocolo formal de organización reconociendo a la UFCW como el sindicato con jurisdicción primaria para organizar trabajadores agrícolas en Canadá y acordar cooperar en campañas conjuntas de organización y defensa. En junio de 2008, el Local 832 (Manitoba) de UFCW Canadá logró un primer convenio colectivo que abarcaba a unos 60 trabajadores agrícolas migratorios mexicanos en Mayfair Farms en Portage la Prairie, Manitoba. Este es el primer acuerdo canadiense de este tipo. En 2010, los trabajadores de Mayfair Farms de-certificaron de la UFCW, diciendo que fueron engañados para unirse al sindicato.

## División Nacional de Cannabis Medicinal y Cáñamo
En 2010, muchos de los propietarios de negocios de marihuana medicinal de California votaron por convertirse en miembros de Local 5 de UFCW. Las tiendas reconocidas incluyeron la universidad de Oaksterdam, la tienda de regalos de Oaksterdam, la tienda de café de Blue Sky / dispensario, la tienda de café de Bulldog, los distritos de AMCD, y el centro de la identificación del paciente, todo en Oakland.
Poco después los trabajadores de Medi-Cone Farms de California, se unieron al sindicato. Entre el fin de semana del Memorial Day 2010 y junio de 2011, muchos más propietarios de negocios de California firmaron un acuerdo de neutralidad con UFCW, incluyendo Humboldt Bay Wellness Center y 707 Cannabis College en el Triángulo Esmeralda de la costa norte de California. El sindicato internacional se dio cuenta de que la industria consistía en las principales industrias del sindicato, la farmacia minorista y la sanidad, la agricultura, la elaboración de alimentos y los textiles-con cáñamo.
Pero pocos de estos Reconocimientos Top-Down o Acuerdos de Neutralidad resultaron en contratos competitivos para los trabajadores del cannabis en California. Solamente un puñado de dispensarios en California tiene miembros debidamente pagados, a pesar de las demandas que la campaña del cannabis de UFCW ha crecido su calidad de miembro.
La industria estaba destinada originalmente a la organización para entonces, UFCW Local 5, director estatal de operaciones especiales, Dan Rush. Desde entonces, Rush ha sido acusado de presuntas violaciones de Taft-Hartley, la legislación que define las actividades sindicales legales, y tanto locales como internacionales han rechazado su participación con ellos.
En septiembre de 2011, algunas de las asociaciones de la industria de Colorado de vendedores de marihuana conformes con la ley, que representan a 8.000 personas, votaron por unirse a la UFCW. El sindicato, que tradicionalmente se dedica principalmente a la compra de comestibles y empresas de envasado de carne, solidificó la división nacional que podría representar a los trabajadores de cannabis en todo el país.
El 17 de septiembre de 2015, la oficina del Fiscal de los Estados Unidos para el Distrito Norte de California anunció que un gran jurado federal había acusado a Rush en una variedad de cargos sobre la base de sus actividades relacionadas con su trabajo en el Local 5, en otras ocupaciones.

## Redadas de inmigración
La Unión Internacional de Trabajadores de la Alimentación y los Trabajadores Comerciales (UFCW, por sus siglas en inglés), el miércoles 12 de septiembre de 2007, solicitó sin éxito una intervención judicial para prohibir al gobierno arrestar y detener ilegalmente a trabajadores, incluidos ciudadanos estadounidenses y residentes legales, en su lugar de trabajo. La demanda -procesada en el Tribunal de Distrito de los Estados Unidos para el Distrito Norte de Texas- nombró al Departamento de Seguridad Nacional de los Estados Unidos (DHS, por sus siglas en inglés) ya la agencia de Inmigración y Aduanas (ICE) como acusados.El pleito vino como respuesta a las incursiones rápidas de ICE del 12 de diciembre de 2006 en seis plantas de empaquetado de la carne a través de los Estados Unidos.El UFCW representa a trabajadores en cinco de las plantas incluyendo Worthington, Minn .; Greeley, Colo .; Cactus, Tex .; Marshalltown, Ia .; Y Grand Island, Nebraska. Las dos demandas de UFCW relacionadas con las redadas fueron desestimadas.

## Paros de trabajo y conflicto con corporaciones

### 2003 Huelga de comestibles de California
El 11 de octubre de 2003, la UFCW declaró una huelga en Vons (propiedad de Safeway Inc.), en el sur de California, debido a los cambios propuestos por la compañía al nuevo contrato de trabajo. Estos cambios incluyeron recortes en la atención médica y los beneficios de pensiones, y la creación de un sistema de dos niveles en el cual los nuevos trabajadores serían pagados en un horario diferente al de los trabajadores existentes. Estos cambios se propusieron debido a la competencia de minoristas no sindicalizados como Wal Mart. Al día siguiente de la huelga, Albertsons y Ralphs, propiedad de Kroger, bloquearon a sus empleados del sur de California.
La huelga terminó el 26 de febrero de 2004 cuando la UFCW y las compañías afectadas llegaron a un acuerdo sobre un nuevo contrato. Los empleados de la Unión votaron por poner fin a la huelga y muchos empleados mencionaron dificultades financieras como razón para ratificar el acuerdo. El nuevo contrato de trabajo incluía concesiones otorgadas por las cadenas relacionadas con los actuales beneficios y salarios de los empleados y concesiones otorgadas por el sindicato para crear dos niveles de empleados y reducir los beneficios en general.

### Smithfield Foods
Desde la década de 1990, la UFCW había estado involucrada en una disputa con la empresa de procesamiento de carne no sindicalizada Smithfield Foods. El UFCW había intentado en varias ocasiones organizar la empresa de Bladen County, Carolina del Norte, la planta de envasado de carne, pero Smithfield Foods resistido a esta organización. En 2007, Smithfield presentó una demanda federal contra la UFCW citando la Ley de Organizaciones Infectadas y Corruptas de Racketeer, alegando que el sindicato orquestó una campaña de difamación pública para herir los negocios de Smithfield como un método de extorsión de la compañía. En los medios de comunicación, un funcionario de Smithfield citó la demanda como necesaria al afirmar que la compañía estaba "bajo ataque", mientras que los funcionarios sindicales respondieron llamando a la demanda un "ataque a la democracia y la libertad de expresión". En octubre de 2008, la UFCW y Smithfield llegaron a un acuerdo, bajo el cual el sindicato acordó suspender su campaña de boicot a cambio de que la compañía abandonara su demanda RICO y permitiera otras elecciones. El 10 y 11 de diciembre, los trabajadores de la planta votaron 2.041 a 1.879 a favor de unirse a la UFCW, llevando a la lucha de 15 años a su fin.

### Wal-Mart
Wal-Mart, una empresa no sindicalizada, ha sido repetidamente acusada por la UFCW de tratar mal a sus trabajadores y de reducir las normas de empleo. El UFCW ha intentado repetidamente organizar la cadena, pero estos intentos han sido infructuosos en los Estados Unidos.
En Canadá, el UFCW logró ganar reconocimiento sindical en dos tiendas de Wal-Mart en Quebec y una en Saskatchewan. Wal-Mart cerró la tienda de Jonquière y los trabajadores de Saint-Hyacinthe votaron a favor de la descertificación de UFCW en 2011. El sindicato también solicitó el reconocimiento en una docena de Wal-Mart y había ganado un contrato con una tienda Wal-Mart en Gatineau, Canadá. Después de un par de años de negociaciones sin éxito entre el sindicato y Wal-Mart los trabajadores en la tienda decidió dejar el sindicato. El último sindicato Wal-Mart que quedaba en América del Norte estaba ubicado en Weyburn, Saskatchewan. Wal-Mart repelió con éxito una tentativa de campaña de sindicalización de UFCW aquí en agosto de 2013 cuando la Corte Suprema de Canadá rechazó el intento del sindicato de obligar a Wal-Mart a llegar a un acuerdo colectivo con él; Los trabajadores en la tienda de Weyburn entonces votaron 51 a 5 para descertify la unión.
En abril de 2005, como parte de una serie de páginas web acusatorias creadas por Wal-Mart y UFCW, el sindicato creó Wake Up Wal-Mart, un sitio web y campaña estadounidense con el objetivo declarado de reformar las prácticas comerciales de Wal-Mart.

### Tesco
En 2007, Tesco, una corporación británica, abrió una cadena de supermercados estadounidenses bajo la bandera Fresh & Easy. Hasta la fecha, ninguna de las tiendas de la cadena está sindicalizada. En 2008, el UFCW y el diputado Jon Cruddas lanzaron una campaña en Gran Bretaña atacando la negativa de la compañía a negociar con el sindicato. La campaña alega que Tesco no está actuando en los más altos estándares por los que opera en el Reino Unido, en lo que se refiere a los derechos de los empleados.

### Bashas'
En 2007, Bashas' presentó una demanda contra UFCW ante la Corte Suprema de Arizona. La demanda nombra a la UFCW y a los sindicatos -incluyendo su organización de "false-front", "Hungry for Respect" - por su presunta difamación e intencionalmente interfiriendo con las operaciones del tendero para extorsionar un acuerdo de representación sindical. La compañía también nombró a Radio Campesina (un proyecto del Sindicato Unido de Trabajadores de la Granja fundado por Cesar Chavez), al concejal Michael Nowakosky y al reverendo Trina Zelle como acusados.

## Infracciones a la Ley Landrum-Griffin
La Ley de Informes y Divulgación de la Administración Laboral de 1959 (también "LMRDA" o la "Ley Landrum-Griffin") es una ley laboral de los Estados Unidos que regula los asuntos internos de los sindicatos y las relaciones de sus funcionarios con los empleadores.
El 22 de octubre de 2013, la Oficina de Normas de Manejo Laboral (OLMS) del Departamento de Trabajo de los Estados Unidos aceptó un acuerdo de cumplimiento voluntario con el Local 5 de la United Food and Commercial Workers (UFCW) ubicado en San José, California. La elección desafiada de los oficiales llevada a cabo el 4 de septiembre de 2012, así como el 22 de marzo de 2013 era de volver a ejecutar la elección ordenada por el sindicato internacional. El sindicato acordó conducir una nueva elección, incluyendo nuevas nominaciones, para las oficinas de presidente, secretario-tesorero, registrador y vicepresidentes 1 a 31 bajo la supervisión de OLMS. La investigación de la elección impugnada reveló que los recursos del sindicato se utilizaron cuando el Presidente Internacional de UFCW envió una carta de campaña a varios oficiales de UFCW solicitando contribuciones y su asistente ejecutivo obtuvo las direcciones de los receptores mientras estaban en el sindicato. El acuerdo sigue a una investigación de la oficina de distrito de OLMS San Francisco-Seattle.
Un miembro de UFCW en el sur de California presentó una queja en 2013 con la OLMS contra ex UFCW 1036 Trustees por transferir ilegalmente $ 100,000.00 del sindicato local (1036) a UFCW International en una violación de la Sección 303 de la LMRDA.
"La investigación reveló que el 26 de febrero de 2009, el fideicomisario (Shaun Barclay) designado por la Internacional (UFCW) para administrar los asuntos de la localidad (1036) transfirió $ 100,000 de los dineros locales a la ... La Internacional (UFCW) ... acordó que la transferencia era ilegal y no debería haber ocurrido ". Los fondos fueron devueltos a los sindicatos locales apropiados, siguiendo la investigación del Departamento de Trabajo, Oficina de Normas de Manejo Laboral.

## Actividades políticas
El comité de acción política del UFCW gastó $ 11.145.605 de dólares en el ciclo electoral de 2014, el 99% de los cuales fueron a candidatos demócratas y el 1% a candidatos republicanos. El PAC de UFCW gastó $ 673,309 en gastos independientes promoviendo la elección de Barack Obama en 2008 y contribuyó $ 1,8 millones a candidatos federales demócratas en 2008 y $ 1,7 millones a candidatos demócratas al Congreso en 2010. A principios de 2011, la administración Obama concedió exenciones a 28 planes de salud UFCW, Lo que les permite evitar el pleno cumplimiento de la Ley del Cuidado de Salud a Bajo Precio por un año.
UFCW tiene un brazo político de defensa llamado el Club de Boletas Activas (ABC). Las posiciones políticas que defiende ABC incluyen el aumento del salario mínimo y la reforma migratoria integral.